# Wereldkampioenschappen veldrijden 2010
De wereldkampioenschappen veldrijden 2010 werden gehouden in het weekend van 30 en 31 januari 2010 in de Tsjechische plaats Tábor. De wedstrijden van de elite werden gewonnen door Zdeněk Štybar en Marianne Vos. De uitslag bij de beloften werd later gewijzigd omdat de gebroeders Szczepaniak op doping werden betrapt, meer bepaald op epo.

## Uitslagen

### Mannen, elite
| Plaats | Renner           | Land        | Tijd     |
| ------ | ---------------- | ----------- | -------- |
|        | Zdeněk Štybar    | Tsjechië    | 1u08'58" |
| Zilver | Klaas Vantornout | België      | + 21"    |
| Brons  | Sven Nys         | België      | + 38"    |
| 4.     | Martin Bína      | Tsjechië    | + 40"    |
| 5.     | Francis Mourey   | Frankrijk   | + 56"    |
| 6.     | Martin Zlámalík  | Tsjechië    | + 1'02"  |
| 7.     | Christian Heule  | Zwitserland | + 1'07"  |
| 8.     | Radomír Šimůnek  | Tsjechië    | + 1'18"  |
| 9.     | Gerben de Knegt  | Nederland   | + 1'49"  |
| 10.    | Bart Wellens     | België      | + 2'13"  |

### Mannen, beloften
| Plaats | Renner          | Land        | Tijd   |
| ------ | --------------- | ----------- | ------ |
|        | Arnaud Jouffroy | Frankrijk   | 55'58" |
| Zilver | Tom Meeusen     | België      | + 25"  |
| Brons  | Marek Konwa     | Polen       | + 10"  |
| 4.     | Arnaud Grand    | Zwitserland | + 12"  |
| 5.     | Róbert Gavenda  | Slovenië    | + 14"  |
| 6.     | Sascha Weber    | Duitsland   | + 23"  |
| 7.     | Tijmen Eising   | Nederland   | + 34"  |
| 8.     | Elia Silvestri  | Italië      | + 41"  |

(*) De broers Paweł (goud) en Kacper Szczepaniak (zilver) werden op 21 mei 2010 gediskwalificeerd wegens dopinggebruik.

### Jongens, junioren
| Plaats | Renner                  | Land      | Tijd    |
| ------ | ----------------------- | --------- | ------- |
|        | Tomáš Paprstka          | Tsjechië  | 40'30"  |
| Zilver | Julian Alaphilippe      | Frankrijk | z.t.    |
| Brons  | Emiel Dolfsma           | Nederland | + 9"    |
| 4.     | Matěj Lasák             | Tsjechië  | + 19"   |
| 5.     | Gianni Vermeersch       | België    | + 20"   |
| 6.     | Gert-Jan Bosman         | Nederland | + 39"   |
| 7.     | David Menut             | Frankrijk | + 48"   |
| 8.     | David van der Poel      | Nederland | z.t.    |
| 9.     | Laurens Sweeck          | België    | + 56"   |
| 10.    | Michiel van der Heijden | Nederland | + 1'00" |

### Vrouwen
| Plaats | Renster                  | Land      | Tijd    |
| ------ | ------------------------ | --------- | ------- |
|        | Marianne Vos             | Nederland | 42'59"  |
| Zilver | Hanka Kupfernagel        | Duitsland | + 45"   |
| Brons  | Daphny van den Brand     | Nederland | + 1'02" |
| 4.     | Kateřina Nash            | Tsjechië  | + 1'20" |
| 5.     | Eva Lechner              | Italië    | + 1'41" |
| 6.     | Christel Ferrier-Bruneau | Frankrijk | + 1'47" |
| 7.     | Caroline Mani            | Frankrijk | + 1'53" |
| 8.     | Pauline Ferrand-Prévot   | Frankrijk | + 2'11" |
| 9.     | Sanne van Paassen        | Nederland | + 2'28" |
| 10.    | Lucie Chainel-Lefèvre    | Frankrijk | + 2'31" |

## Medaillespiegel
| Plaats | Land      | Goud | Zilver | Brons | Totaal |
| 1      | Tsjechië  | 2    | 0      | 0     | 2      |
| 2      | Frankrijk | 1    | 1      | 0     | 2      |
| 3      | Nederland | 1    | 0      | 2     | 3      |
| 4      | België    | 0    | 2      | 1     | 3      |
| 5      | Duitsland | 0    | 1      | 0     | 1      |
| 6      | Polen     | 0    | 0      | 1     | 1      |
| Totaal | Totaal    | 4    | 4      | 4     | 12     |

Kampioenschappen:  Wereldkampioenschappen · 
 Europese kampioenschappen · 
 Belgische kampioenschappen · 
 Nederlandse kampioenschappen
Klassementen:  Wereldbeker · 
 Superprestige · 
 GvA Trofee · 
 TOI TOI Cup · 
 Challenge national
Overig:  Fidea Cyclocross Classics
1950 · 
1951 · 
1952 · 
1953 · 
1954 · 
1955 · 
1956 · 
1957 · 
1958 · 
1959 · 
1960 · 
1961 · 
1962 · 
1963 · 
1964 · 
1965 · 
1966 · 
1967 · 
1968 · 
1969 · 
1970 · 
1971 · 
1972 · 
1973 · 
1974 · 
1975 · 
1976 · 
1977 · 
1978 · 
1979 · 
1980 · 
1981 · 
1982 · 
1983 · 
1984 · 
1985 · 
1986 · 
1987 · 
1988 · 
1989 · 
1990 · 
1991 · 
1992 · 
1993 · 
1994 · 
1995 · 
1996 · 
1997 · 
1998 · 
1999 · 
2000 · 
2001 · 
2002 · 
2003 · 
2004 · 
2005 · 
2006 · 
2007 · 
2008 · 
2009 · 
2010 · 
2011 · 
2012 · 
2013 · 
2014 · 
2015 · 
2016 · 
2017 · 
2018 · 
2019 ·
2020 ·
2021 ·
2022 ·
2023 ·
2024 ·
2025

Categorieën

Mannen elite · 
vrouwen elite · 
mannen beloften · 
vrouwen beloften · 
jongens junioren · 
meisjes junioren · 
gemengde estafette

Voormalig:
mannen amateurs
1996 · 
1997 · 
1998 · 
1999 · 
2000 · 
2001 · 
2002 · 
2003 · 
2004 · 
2005 · 
2006 · 
2007 · 
2008 · 
2010 (WK) · 
2010 · 
2011 · 
2012 · 
2013 ·  
2014 · 
2015 (WK) · 
2016 · 
2017 (EK) · 
2018 · 
2019 · 
2020 · 
2021 · 
2022 · 
2024 (WK)